# Sukaratu (Pagelaran)
Sukaratu is een bestuurslaag in het regentschap Pringsewu van de provincie Lampung, Indonesië. Sukaratu telt 1621 inwoners (volkstelling 2010).